# Martina Filjak
Martina Filjak (née le 14 décembre 1978 à Zagreb, en Yougoslavie) est une pianiste croate.

## Biographie
Martina Filjak a commencé à jouer du piano à l'âge de cinq ans et a donné son premier concert public à l'âge de six ans. Elle a complété ses études à l'Académie de musique de Zagreb, à l'Académie de musique et des arts du spectacle de Vienne, à la Hochschule für Musik de Hanovre et en outre à l'Académie de Piano de Côme.
Filjak a reçu le 5e prix 2007 du Concours Busoni, et par la suite a remporté le Concours Viotti en 2007 et en 2008, le concours Maria Canals. En outre, elle a remporté le Prix Bösendorfer. En 2009, elle a remporté le premier prix au Concours international de piano de Cleveland de 2009.
Martina Filjak a joué avec des orchestres renommés de son pays d'origine et à l'étranger, y compris l'Orchestre de Cleveland; les orchestres philharmoniques de Zagreb, Strasbourg, du Maroc, de Belgrade, de Turin, de Barcelone, de Bilbao et l'Orchestre symphonique de Moscou. Elle a collaboré avec des chefs aussi prestigieux que Jahja Ling (en), Christian Zacharias, Heinrich Schiff, Theodor Guschlbauer et Stefan Sanderling. En récital ainsi qu'en soliste, Mme Filjak a joué dans de grandes salles comme le Concertgebouw d'Amsterdam, le Konzerthaus de Berlin, L'Auditori et le Palau de la Música Catalana à Barcelone, le Carnegie Hall à New York, le Palais des Congrès à Strasbourg , le Musikverein de Vienne, le Shanghai Oriental Art Center et le Severance Hall (en), à Cleveland.
En octobre 2009, elle a reçu une médaille d'honneur remise par le Président de la République de Croatie pour ses réalisations artistiques.
Mlle Filjak a les nationalités croate et italienne et parle 7 langues.

## Discographie
- 2001 – Album Piano passionato / Tutico Classic
- 2011 – CD Antonio Soler: Keyboard Sonatas Nos. 1–15 / Martina Filjak, Piano / Naxos
- 2013 – CD Robert Schumann: Andante and Variations Op. 46 / Jan Vogler, Christian Poltéra (Cellos), Juho Pohjonen, Martina Filjak (Pianos), Johannes Dengler (Horn) / SONY Classical

## Source de la traduction
- (en) Cet article est partiellement ou en totalité issu de l’article de Wikipédia en anglais intitulé « Martina Filjak » (voir la liste des auteurs).